# Günter Abel (Philosoph)
Günter Abel (* 7. November 1947 in Homberg) ist ein deutscher Philosoph und war seit 1987 Professor für Theoretische Philosophie an der Technischen Universität Berlin.

## Leben
Abel studierte Philosophie, Geschichte, Romanistik und Politikwissenschaft an der Universität Marburg und der Universität Lausanne. Nach einer Promotion über die Philosophie der Stoa 1974 habilitierte sich Abel 1981 mit einer Arbeit über Friedrich Nietzsche. Seit 1987 war er bis zu seinem Ruhestand 2016 Professor für Theoretische Philosophie an der Technischen Universität Berlin. 1999 bis 2001 war er Vizepräsident der Technischen Universität Berlin, von 2002 bis 2005 war er Präsident der Deutschen Gesellschaft für Philosophie (DGPhil). Seit 2008 ist er Mitglied des Vorstands des weltweiten Dachverbandes der nationalen Philosophie-Gesellschaften FISP (Fédération Internationale des Sociétés de Philosophie), seit Ende 2010 ist er Mitglied des Institut International de Philosophie. Seit 2011 hält er eine Gastprofessur an der ETH Zürich, 2013 wurde er zum assoziierten Fellow des Collegium Helveticum der ETH Zürich berufen. Er ist seit 2013 ordentliches Mitglied der Academia Europaea.

## Werk
Die von Günter Abel entwickelte „Allgemeine Zeichen- und Interpretationsphilosophie“ geht von der kritischen Einsicht aus, dass menschliches Sprechen, Denken und Handeln, unser Welt- und Selbstverständnis und das Verstehen anderer Personen an eine Praxis der Interpretation und des Zeichengebrauchs gebunden sind. Alle menschlichen Lebensvollzüge, von der Wahrnehmung bis hin zur Reflexion und zum Handeln, sind somit als „interpretativ“ und „konstruktional“ charakterisiert und vollziehen sich in Zeichen, was bedeutet, dass menschlich erfahrbare Wirklichkeit immer schon von Beschreibungs-, Symbol- und Interpretationssystemen und deren Funktionen abhängt. Damit erweist sich nach Abel letztlich auch die Idee einer nicht-interpretierten Wirklichkeit als falsch. Aufgrund dieser konstitutiven Rolle der Interpretationen spricht Abel auch – im Anschluss an Nelson Goodmans Rede von „Weisen der Welterzeugung“ (ways of worldmaking) – von Interpretationswelten. Ausgehend von diesen Grundüberlegungen hat Abel ein heuristisches dreistufiges Modell der Zeichen- und Interpretationsverhältnisse entwickelt, das er auf verschiedenen Gebieten und Themenfeldern der Philosophie zum Einsatz bringt. Seine Publikationen umfassen Ausarbeitungen des Ansatzes in den sich teilweise überlagernden Bereichen Erkenntnistheorie, Philosophie des Geistes, Philosophie des Wissens und der Wissenschaften („Wissensforschung“), Sprachphilosophie, Symboltheorie, Philosophie der Wahrnehmung, Ethik, Kreativitätstheorie, Kunstphilosophie und Ästhetik.
Abel gilt als renommierter Nietzsche-Kenner, der versucht, Elemente von Nietzsches Philosophie mit den Methoden der modernen analytischen Philosophie zu erklären und zu rechtfertigen. Ein besonderer Schwerpunkt liegt dabei auf der Erkenntnistheorie Nietzsches, die einige Berührungspunkte mit Abels eigener Interpretationsphilosophie hat.